# Aprostocetus longiventris
Aprostocetus longiventris är en stekelart som först beskrevs av Girault 1913.  Aprostocetus longiventris ingår i släktet Aprostocetus och familjen finglanssteklar. Inga underarter finns listade i Catalogue of Life.